# Magnetoenzephalographie

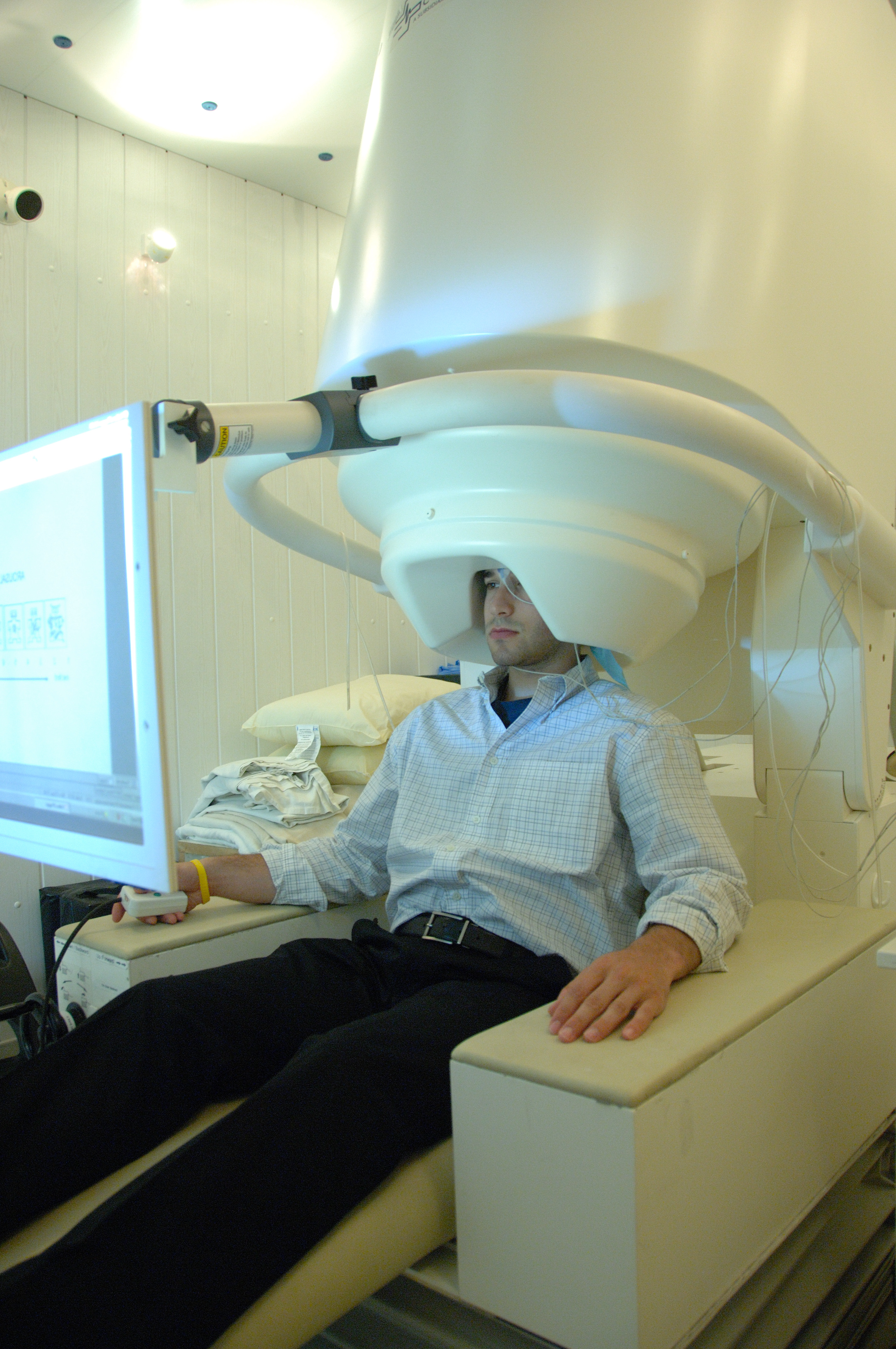
Patient während einer Magnetoenzephalographie

Die Magnetoenzephalographie (im Deutschen auch Magnetenzephalographie, von griechisch encephalon Gehirn, gráphein schreiben), abgekürzt MEG, ist ein nicht-invasives Verfahren zur Messung der magnetischen Aktivität des Gehirns. Dabei werden die Magnetfelder meistens zuerst durch supraleitende Spulen oder Spulensysteme erfasst und dann durch SQUID-Sensoren gemessen. MEGs sind komplexe und vergleichsweise teure Geräte, da flüssiges Helium zur Kühlung der supraleitenden Bestandteile benötigt wird.

## Typischer Aufbau eines MEGs
Elektrophysiologische Aktivität des Gehirns erzeugt magnetische Felder im Bereich von wenigen Femtotesla (1 fT = {\displaystyle 10^{-15}} T). Um Signale dieser Größenordnung messen zu können, werden in klassischen MEGs SQUID Sensoren verwendet. Die Feldstärke nimmt mit der Entfernung quadratisch ab, weshalb ein möglichst geringer Abstand zwischen den Sensoren und dem Kopf des Probanden wünschenswert ist.
Moderne Ganzkopf-MEGs verfügen über eine helmartige Anordnung von bis zu 300 Magnetfeldsensoren. Man unterscheidet zwischen sogenannten Magnetometern und Gradiometern. Magnetometer besitzen eine einfache Aufnahmespule. Gradiometer besitzen heutzutage meist zwei Aufnahmespulen, die im Abstand von 1,5 bis 8 cm angeordnet und entgegensetzt gewickelt sind. Hierdurch werden elektromagnetische Störeinflüsse mit geringer Ortsabhängigkeit bereits vor der Messung unterdrückt.
Ein weiterer Bestandteil des MEGs ist ein Dewargefäß, welches flüssiges Helium enthält, um die supraleitenden Sensoren zu kühlen. Das regelmäßige Austauschen des Heliums ist ein wesentlicher Kostenpunkt des MEGs. In Systemen mit einer Füllkapazität von 50–70 l muss das Helium alle 5–9 Tage ausgetauscht werden. Neuere Geräte können jedoch auch ein Helium-Recyclingsystem enthalten, welches das erwärmte Helium auffängt und über Nacht rückverflüssigt. Hierdurch ist ein Auffüllen der Heliumtanks nur noch 1–2 Mal pro Jahr nötig.
Darüber hinaus müssen alle äußeren Störquellen bestmöglich abgeschirmt werden. Dazu befindet sich das MEG für gewöhnlich in einer Abschirmkammer, deren Wände aus mehreren Schichten Metall bestehen. Um sowohl elektrische als auch magnetische Störsignale abzuschirmen, wird zum einen Metall mit hoher elektrischer Leitfähigkeit (z. B. Aluminium) und zum anderen ein Metall mit hoher magnetischer Permeabilität (Mu-Metall) verwendet. Zudem kann durch eine aktive Abschirmung mit Helmholtz-Spulen das Signal-Rausch-Verhältnis verbessert werden.

## Das MEG-Signal

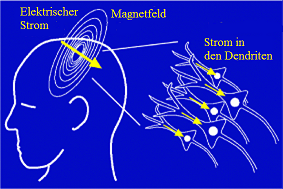
Elektrische Ströme im Gehirn erzeugen Magnetfelder

Die magnetischen Signale des Gehirns betragen nur wenige Femtotesla (1 fT = {\displaystyle 10^{-15}} T) und müssen von äußeren Störungen möglichst vollständig abgeschirmt werden. Dafür wird das MEG meistens in einer elektromagnetisch abschirmenden Kabine montiert. Die Abschirmkammer dämpft den Einfluss niederfrequenter Störfelder wie sie von Autos oder Fahrstühlen hervorgerufen werden und schützt vor elektromagnetischer Strahlung. Frequenzen oberhalb von einem Kilohertz ({\displaystyle >10^{3}} Hz) werden allerdings mit dem MEG bisher kaum untersucht. Magnetfelder äußerer Störungen unterscheiden sich von denen des Gehirns auch durch eine wesentlich geringere Ortsabhängigkeit ihrer Stärke auf Grund der größeren Entfernung zum Entstehungsort. (Die Intensität nimmt mit der Entfernung quadratisch ab.)
Mit Hilfe der oben erwähnten Spulensysteme können die Felder mit geringerer Ortsabhängigkeit sehr stark unterdrückt werden. Daher hat z. B. der Herzschlag der untersuchten Person bei modernen MEGs nur noch einen geringen Störeffekt. Das Erdmagnetfeld ist zwar ca. 100 Millionen Mal stärker als die durch das MEG erfassten Felder, aber es ist zeitlich sehr konstant und nur sehr schwach gekrümmt. Sein Einfluss ist erst dann störend, wenn das gesamte MEG mechanischen Schwingungen ausgesetzt wird.
Die magnetischen Signale des Gehirns werden durch die elektrischen Ströme aktiver Nervenzellen verursacht, welche in den Messspulen des MEG-Aufnehmers elektrische Spannungen induzieren. Daher kann man insbesondere mit dem MEG Daten aufzeichnen, die ohne zeitliche Verzögerung Ausdruck der momentanen Gesamtaktivität des Gehirns sind. Die sehr hohe Zeitauflösung (besser als 1 ms ({\displaystyle <10^{-3}} Sekunde)), die leichte Anwendbarkeit der hohen Kanalanzahl bei genau bekannten Sensorpositionen, sowie die numerisch einfachere Modellierung sind die wichtigsten Vorteile des MEG bei der Lokalisation der Gehirnaktivität im Vergleich zum EEG. Der wohl größte Nachteil der MEG-Lokalisation besteht in der Nichteindeutigkeit des Inversen Problems. Kurz zusammengefasst bedeutet es, dass die Lokalisation nur dann richtig sein kann, wenn das zu Grunde liegende Modell im Wesentlichen richtig ist (Anzahl der Zentren und deren grobe örtliche Anordnung). Hier liegen die Vorteile der metabolischen funktionellen Methoden wie fMRT, NIRS, PET oder SPECT.
Die Gehirnforschung liefert durch den Vergleich und die Kopplung der unterschiedlichen funktionellen Methoden immer genauere Erkenntnisse über die korrekte Modellierung einzelner Gehirnfunktionen.
Neu entwickelte Mini-Sensoren sind in der Lage Messungen bei Raumtemperatur durchzuführen und Feldstärken von 1 Picotesla zu messen. Damit eröffnen sich neue konstruktive Möglichkeiten und deutliche Preisreduktionen im Betrieb der Geräte.
Das MEG ist ein diagnostisches Verfahren mit guter räumlicher und sehr hoher zeitlicher Auflösung, das andere Verfahren zur Messung der Gehirnaktivität (funktionelle Verfahren), wie das EEG und das funktionale Magnetresonanzverfahren (fMRT), ergänzt. In der Medizin wird das MEG u. a. eingesetzt um Hirnareale, die epileptische Anfälle auslösen, lokalisieren zu können oder um komplexe Schädeloperationen z. B. bei Patienten mit Hirntumoren zu planen.

## Geschichte
Das erste MEG wurde 1968 von David Cohen am Massachusetts Institute of Technology (MIT) aufgenommen. Ab 1985 wurde am MEG Zentrum Wien durch Lüder Deecke ein MEG aufgebaut. Es handelte sich um die erste Generation mit einem 5-Kanal MEG-System. Ab 1996 folgte ein MEG-Gerät mit 143 Kanälen (CTF Vancouver, Canada).